# Bonneville-Aptot
Bonneville-Aptot ist eine französische Gemeinde mit 261 Einwohnern (Stand: 1. Januar 2022) im Département Eure in der Region Normandie. Die Gemeinde gehört zum Kanton Pont-Audemer. Die Einwohner werden Bonnevillais genannt.

## Geografie
Bonneville-Aptot liegt etwa 40 Kilometer südwestlich von Rouen im Roumois. Umgeben wird Bonneville-Aptot von den Nachbargemeinden Saint-Léger-du-Gennetey im Norden, Boissey-le-Châtel im Nordosten, Saint-Philbert-sur-Boissey im Osten, Saint-Éloi-de-Fourques im Südosten, Malleville-sur-le-Bec im Süden und Südwesten, Thierville im Westen sowie Écaquelon im Nordwesten.
| Jahr      | 1962 | 1968 | 1975 | 1982 | 1990 | 1999 | 2006 | 2013 |
| --------- | ---- | ---- | ---- | ---- | ---- | ---- | ---- | ---- |
| Einwohner | 170  | 180  | 149  | 188  | 161  | 169  | 207  | 247  |

## Sehenswürdigkeiten

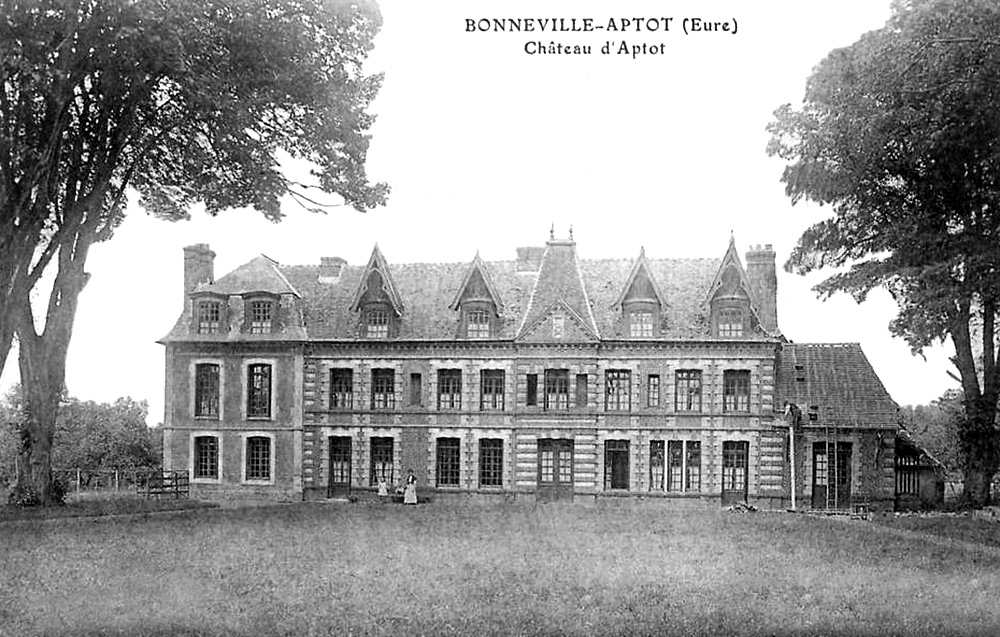
Château d'Aptot, um 1900

- Kirche Saint-Pierre aus dem 14./15. Jahrhundert
- Kirche Saint-Jean-Baptiste aus dem 12. Jahrhundert
- Château d'Aptot, Schloss aus dem 17./18. Jahrhundert